# Сператус, Пауль
Пауль Сператус (нем. Paul Speratus; 13 декабря 1484, Эльванген — 12 августа 1551[…], Мариенвердер) — австрийский реформатор и евангелический проповедник, автор христианских гимнов. Впоследствии епископ Помезании.

## Биография
Изучал теологию во Фрайбурге, Париже и Вене. По окончании обучения получил степень доктора теологии, а также права и философии. После этого с 1514 по 1520 год был священником в Зальцбурге, затем в течение немногих месяцев в Динкельсбюле. С 1520 года проповедник соборного капитула в Вюрцбурге. В это время он понял необходимость борьбы со злоупотреблениями в Церкви и начал проповедовать реформаторские идеи. Особо резко Сператус выступал против целибата.
Выступил с проповедями сперва в Зальцбурге, а 12 января 1522 года в Вене в соборе святого Стефана. Наконец, в моравском городе Йиглава его реформаторские проповеди нашли благодарную аудиторию — городской совет дал ему должность городского священника. Вскоре, однако, Сператус был арестован по приказу епископа Оломоуца и приговорён к сожжению на костре. В итоге реформатор был помилован при условии, что он покинет страну.
После посещения Виттенберга в 1524 году Сператус отправился в Кёнигсберг ко двору герцога Пруссии Альберта, где получил должность придворного проповедника. С 1530 года до конца жизни он был епископом Помезании.